# چهار ضلعی (فیلم)
چهار ضلعی (به انگلیسی: Quadrangle) فیلمی هندی محصول سال ۲۰۱۴ و به کارگردانی سریجیت موکرجی است. در این فیلم بازیگرانی همچون آپارنا سن، چیرانجیت چاکرابورتی، گوتام گوس، پارامبراتا چاترجی، راهول بانرجی، ایندراسیش روی، پایال سرکار و ریتاباری چاکرابورتی ایفای نقش کرده‌اند.